# Bonnetia kathleenae
Espèce
Statut de conservation UICN

 VU D2 : Vulnérable
Bonnetia kathleenae est une espèce de plantes à fleurs de la famille des Bonnetiaceae.

## Publication originale
- Boletín de la Sociedad Venezolana de Ciencias Naturales 10: 327. 1946.